# Chirox
Chirox a Dűne legendái trilógia egyik szereplője, robot.
A Butleri Dzsihádban volt fontos szerepe, ő segített kiképezni Ginazon a kardmesterek több generációját, és egyúttal több ezernyi kardmestert. Mint robot került a Ginazra és ez roppant hasznos volt az embereknek. Lévén, hogy a képzés során a kardmesterek elsajátíthattak technikákat, hogy le tudják győzni a robotokat. Pontosan nem tudni, hogy mikor került a Ginazra. Annyi biztos, hogy az egyik csata során sikerült rövidre zárni Chiroxot, és az átprogramozás után munkába is állhatott.
A háború lezárultával több bolygón is géprombolási hullám söpört végig. Ebben a hullámban az ártalmatlan gépi tárgyakat is elpusztították. A tiltakozóknak sikerült elérni, hogy soha többé ne lehessen számítógépet készíteni. Ezek után történik Chirox meghívása a Salusa Secundusra. A robotot az egyik kardmester, Istian Goss, is elkíséri. Mint utóbb kiderül, a meghívás csapda, és a tiltakozók el akarják pusztítani a robotot. A kardmester igyekszik védelmezni a robotot. A tömeggel való szóbárbajnál sikerül megegyezni hogy a robot és az harcos megküzdenek egymással. Ez az ember egy korábbi kardmester lesz, aki Istian Goss társa volt sok csatában.
A párbaj során Istian igyekszik közbe avatkozni de nem sikerül. Viszont Chirox egy ideig játszadozik ellenfelével, majd végül megöli. Viszont erre a tömeg akarja elpusztítani a robotot. Ekkor sikerül Istiannak egy ideig visszavernie a tömeget. A dulakodás közben látva hogy egy ember mit tesz érte Chirox öngyilkosságot követ el azzal hogy ténylegesen lekapcsolja magát. A tömeg ezek után szitkozódva elvonul. Istian meg gyászolja a két társát.